# Seuls les oiseaux volent en liberté
Pour plus de détails, voir Fiche technique et Distribution.
Seuls les oiseaux volent en liberté (Siamo tutti in libertà provvisoria) est un film ouest-germano-franco-italien réalisé par Manlio Scarpelli et sorti en 1971,.

## Synopsis
Le corps de l'honorable Aldo Virgizio, député de la majorité, est retrouvé dans une chambre d'hôtel à Rome. On attribue sa mort à une crise cardiaque et l'enquête est close.
Plus tard, acceptant les demandes insistantes de la veuve Virgizio, qui craint que son mari ne soit mort au cours d'une orgie, le juge Francesco Langellone, aux sympathies fascistes inavouées, décide de rouvrir le dossier, trouvant une excellente occasion de discréditer le système démocratique.

## Fiche technique
Sauf indication contraire, les informations mentionnées dans cette section peuvent être confirmées par la base de données cinématographiques IMDb,  présente dans la section « Liens externes ».
- Titre original italien : Siamo tutti in libertà provvisoria[3],[4]
- Titre français : Seuls les oiseaux volent en liberté ou L'Italie est une république en liberté provisoire
- Réalisation : Manlio Scarpelli
- Scénario : Manlio Scarpelli, Felice Zappulla (it) (sous le nom de « Fulvio Pazziloro »)
- Photographie : Marco Scarpelli (it)
- Montage : Carlo Reali
- Musique : Augusto Martelli (it)
- Décors : Boris Juraga
- Costumes : Oscar Capponi
- Trucages : Gloria Granati
- Production : Felice Zappulla (it), Gabriella Zappulla
- Sociétés de production : Zafes Film (Rome), Fildebroc S.A. (Paris), Dieter Geissler Filmproduktion GmbH (München)
- Pays de production :  Italie -  France -  Allemagne de l'Ouest
- Langue originale : italien
- Format : couleur - Son mono - 35 mm
- Genre : drame policier
- Durée : 98 minutes (1 h 38[3])
- Date de sortie :
  - Italie : 24 décembre 1971

## Distribution
- Riccardo Cucciolla : Mario De Rossi
- Philippe Noiret : Le juge Francesco Langellone
- Macha Méril : Gisella De Rossi
- Bruno Cirino : Commissaire Panzacchi
- Lionel Stander : L'avocat Bartoli
- Vittorio De Sica : Giuseppe Mancini dit « Pulcinella »
- Marilù Tolo : Emilia Langellone
- Ivo Garrani : Le procureur de la république
- Francesca Romana Coluzzi : La veuve Virgizio
- Claudio Gora : Le Ministre des affaires étrangères
- Vittorio Sanipoli : Le questeur
- Riccardo Garrone : Aldo Virgizio
- Lia Zoppelli : Le propriétaire de l'atelier
- Umberto Raho : Di Meo
- Jürgen Drews : Jacques Somaschini
- Vinicio Sofia : Le néofasciste
- Renate Schmidt : Iris
- Andrea Bosic : Colonel De Robertis
- Guido Cerniglia : Le directeur de l'hôtel
- Manfred Freyberger : Un magistrat
- Francesco Sineri
- Saro Spadaro
- Alessandro Perrella
- Mimmo Poli : un uomo in albergo
- Pasquale Puntieri